# Santa Coloma d'Andorra
Santa Coloma d'Andorra je město v Andoře, nacházející se 2 km jihozápadně od hlavního města Andorra la Vella. Leží mezi horami v údolí řeky Valira a patří do farnosti Andorra la Vella, žije v něm okolo tří tisíc obyvatel.
Město založil v 10. století hrabě z Urgell Borrell II. a pojmenoval ho po svaté Kolumbě ze Sens. Je církevní metropolí Andorry a nachází se zde nejstarší kostel v zemi, s nástěnnými freskami a kamennou okrouhlou zvonicí v lombardském stylu, vysokou 18 metrů. Historické centrum města s chrámem bylo roku 1999 navrženo na zařazení do seznamu světového dědictví UNESCO.
Ve městě sídlí prvoligové fotbalové kluby FC Santa Coloma (devítinásobný mistr země) a UE Santa Coloma, jejich vzájemný zápas se nazývá El Derbi Colomenc.